# Vallesanta (Casentino)
La Vallesanta è una valle secondaria del Casentino situata nel comune di Chiusi della Verna, in Toscana, è in parte racchiusa nel Parco Nazionale delle Foreste Casentinesi.

## Origini del Nome
Secondo la leggenda, nel 1224 quando Francesco d'Assisi ricevette le stimmate sul sacro Monte della Verna, la valle dinanzi a lui si illuminò improvvisamente di una luce intensa, è per questo che da allora la valle che si apre al nord del monte della Verna è chiamata Vallesanta.

## Storia

### Origini
La Via Romea germanica era un'importante strada che partiva dalla Germania  e arrivava a Roma, attraversava la Vallesanta passando dall'Alpe di Serra e proseguendo passando da varie località della valle fino ad uscirne nei pressi del paese di Pezza, in passato era usata dalle legioni romane, in seguito divenne una linea difensiva bizantina che aveva l'obiettivo di fermare l'avanzata dei longobardi.

### Medioevo
Nel medioevo erano presenti dei castelli, il più importante era quello di Montefatucchio che venne fondato dal vescovo Aretino per controllare la valle, il castello venne distrutto nel 1498 a seguito di un conflitto fra Venezia e Firenze. Nella valle era frequente il passaggio di pellegrini cristiani che si recavano a Roma; in alcune località della valle sorsero infatti degli spedali che offrivano sostegno ai pellegrini, soprattutto durante il Giubileo del 1300.

### Periodo post-unitario
Nella seconda metà dell'ottocento a seguito di secoli di consumo del suolo boschivo per nuove coltivazioni, pascoli e costruzioni si rese necessario un intervento nella zona così nel 1914 il Regno d'Italia intervenne affidando l'area al Corpo Forestale dello Stato e alla Comunità Montana dando inizio un periodo di riforestazione e adeguamento idraulico per attutire il rischio di frana. Nel 1882 venne costruito il Passo dei Mandrioli che a differenza della vecchia Via Romea consentiva il passaggio dei carri.

### Seconda guerra mondiale
Durante la seconda guerra mondiale nel novembre 1943 arrivarono le persecuzioni razziali che portarono una delle due famiglie di sfollati ebrei a suicidarsi presso la loro casa a Biforco pur di evitare la deportazione nei campi di sterminio, in seguito la valle si trovò sulla linea gotica, ciò porto anche alla caduta di un aereo inglese nelle vicinanze di Frassineta in cui il pilota si salvò dalla cattura dei tedeschi con l'aiuto della popolazione del borgo.

### Secondo dopoguerra
A partire dal secondo dopoguerra la valle ha conosciuto un periodo di pesante emigazione verso centri abitati più grandi, nel maggio del 1954 con la legge della montagna giunge l'acqua corrente. Nel 1993 con l'istituzione del Parco Nazionale delle Foreste Casentinesi la valle viene parzialmente inserita nel Parco, negli ultimi decenni, in seguito all’arrivo di nuovi residenti provenienti per lo più dall'Europa centrale, la valle si è in parte ripresa ed ha consentito alla scuola di Corezzo di rimanere aperta.

## Geografia fisica

### Caratteristiche Generali
Il paesaggio della valle è caratterizzato principalmente da vaste aree boschive mentre nei pressi delle località sono presenti terreni agricoli, nel sud della valle è presente un'area fortemente caratterizzata da calanchi, ciò è testimoniato anche dalla viaggiatrice Ella Noyes nel 1905.

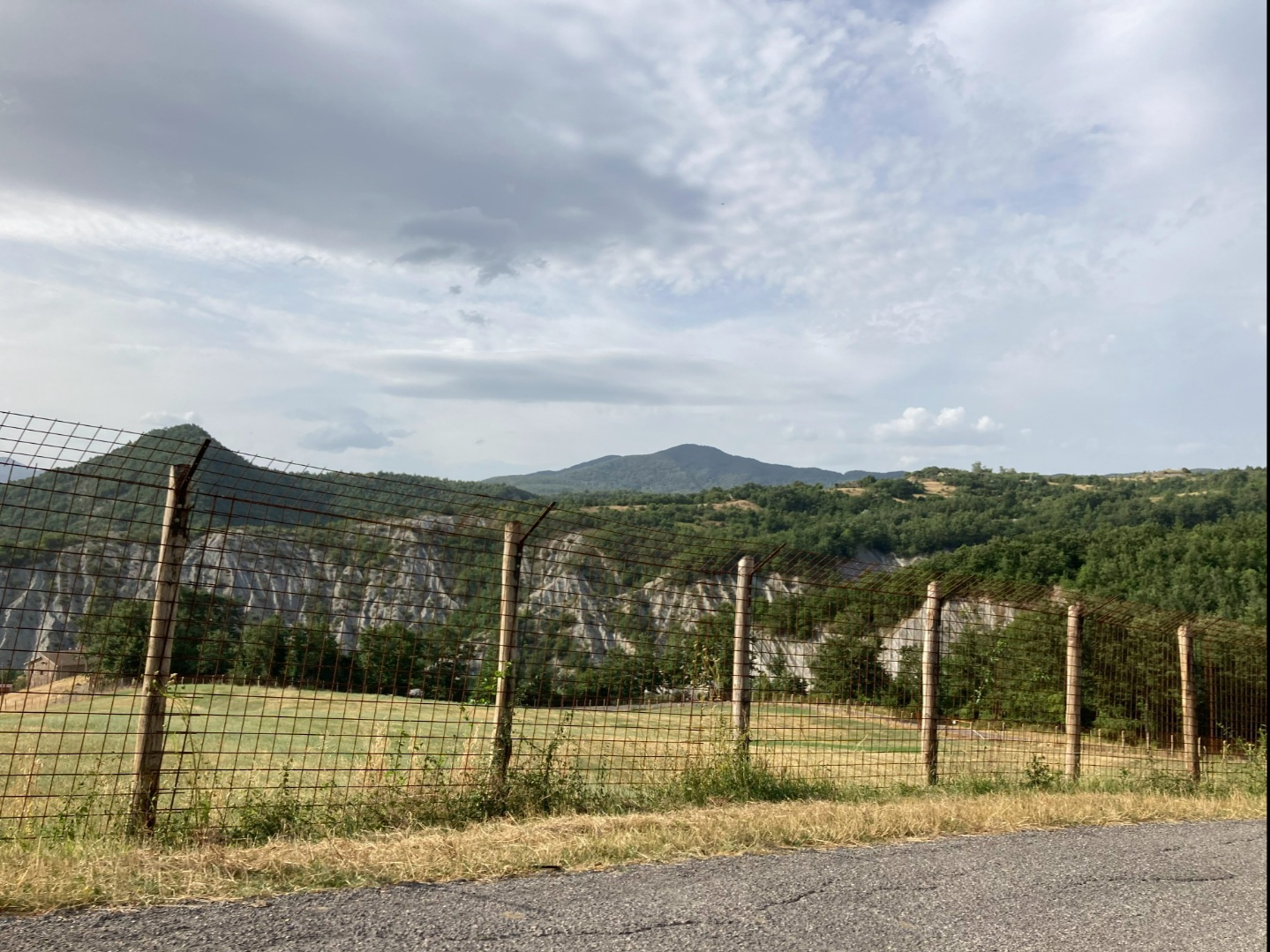
Calanchi situati presso la località Canvecchio

### Idrografia
I più importanti corsi d'acqua sono il Torrente Corezzo che attraversa la valle da nord a sud fino a sfociale nel Torrente Corsalone che attraversando la valle da est a ovest è il principale corso d'acqua della valle.

### Rilievi Montuosi
I monti e passi più importanti che caratterizzano i confini della valle sono in senso orario partendo da nord il Poggio Magiovanna (1211 m), il Monte Zuccherodante (1231 m), il Passo di Serra (1148 m) la Punta dell'Alpuccia (1271 m), il Monte Montalto (1302 m), il Poggio Tre Vescovi (1232 m), il Passo delle Gualanciole (1040 m), il Monte Castelsavino (1240 m), il Passo delle Pratelle (1075 m), il Monte Faggiolo (1208 m), il Monte Calvano (1254 m), il Passo di Croce alla Calla (1136 m), il Monte Penna (1289 m), il Poggio Montopoli (1023 m), il Poggio del Monte (844 m), il Poggio di Gello (783 m), il Poggio Baralla (1208 m), il Poggio Aguzzo (1134 m) e il Poggio della Cesta (1113 m). Altri monti che caratterizzano il panorama della valle sono il Poggio Valle (1075 m), il Monte Fatucchio (904 m), il Poggio della Rossa (993 m), il Poggio dello Spicchio (1023 m) e il Passo delle Terre Rosse (979 m).

## Geografia antropica

### Lista dei Paesi della valle
| Paese             | Altezza m s.l.m. |
| ----------------- | ---------------- |
| Biforco           | 670 m            |
| Butteroni         | 530 m            |
| Canvecchio        | 700 m            |
| Corezzo           | 760 m            |
| Fatucchio         | 614 m            |
| Frassineta        | 872 m            |
| Giampereta        | 824 m            |
| Il Doccione       | 850 m            |
| Lagacciolo        | 802 m            |
| La Motta          | 890 m            |
| Molino di Corezzo | 604 m            |
| Pezza             | 632 m            |
| Rimbocchi         | 542 m            |
| Scapruggine       | 668 m            |
| Serra             | 782 m            |
| Siregiolo         | 600 m            |
| Val della Meta    | 900 m            |

### Origini degli insediamenti
- Val della Meta: Nasce intorno al 1900 e prende il nome dalla funzione che svolgeva negli anni in cui i viandanti e i contrabbandieri di tabacco trovavano sosta in paese, la meta del viaggio.[3]
- Giampereta: Si trova citato la prima volta nel privilegio del 1155, spedito da Adriano IV ad Antonio, pievano di Bibbiena dove il pontefice annovera e conferma ad Antonio 22 chiese.[4]
- Serra: In un atto del 24 marzo del 1114 si parla di castello et curte de Serra. All'inizio del XIV secolo fu preso da Guido Tarlati, vescovo di Arezzo, dal quale passò in eredità al fratello e ai nipoti contro cui la popolazione insorse nel febbraio 1360.[4]
- Biforco: La reminescenza più antica di Biforco si trova nel testamento che qui fece, nell'ottobre 1052, un nobile del Trivio, Ugo del fu Petrone, che gravemente infermo dispose delle proprie sostanze, aggiudicò a Domenico Abate di Prataglia la metà delle proprietà da sé ovunque posseduti.[4]
- Rimbocchi: Le prime notizie risalgono al 1839, vi accenna l'abate Passumenio nel Calendario Casentinese "Dove confluiscono il Corsalone e il Corezzo, trovasi due casali chiamati "i Rimbocchi", il paese nasce qualche decennio dopo come luogo di ritrovo della valle dove venivano svolte le fiere in cui si incontravano i contadini.[4]
- Corezzo: La prima traccia di Corezzo risale all'anno 967 quando l'imperatore Ottone I concesse il forestum de Corezo in feudo a Gausfredo di Ildebrando.[5]
- Frassineta: Le prime testimonianze scritte su Frassineta risalgono al 1016 quando gli Annales Camaldulenses riportano che alcuni beni situati nel paese vennero concessi alla Badia di Prataglia.[6]
- Fatucchio: Una delle più antiche rimembranze di Fatucchio si hanno nell'anno 1008 quando nell'atto di fondazione della Badia a Prataglia, Elemperto vescovo di Arezzo assegnò al mon. medesimo fra gli altri beni un piccolo podere, posto nella corte del Castello di  Monte Fatucchio.[4]
- Pezza: La prima documentazione di Pezza risale alla menzione di uno spedale nell’anno 1171, quando nell’XI anno del suo impero, Spinello dei Berardi di Banzena e la sua famiglia, donarono e affidarono alla Badia di Prataglia il loro spedale posto sulla via pubblica lastricata (stradam) nel luogo chiamato Pezza.[7]
- Siregiolo: All’interno del borgo, la chiesa di San Lorenzo è nominata in alcuni documenti fin dal 1155.[8]
- Butteroni: Nasce durante il periodo dei pellegrinaggi cristiani lungo la Via Romea, come spedale di Santa Maria Maddalena del Buterone.[9]

## Cultura

### Feste
Nella valle si tengono ogni anno varie manifestazioni culturali e del folkclore locale.

#### Cantamaggio
Il Cantamaggio (Calendimaggio) era una festa che veniva svolta l'ultima notte di aprile, il 30; Consisteva nell'andare sotto le finestre delle ragazze a cantare il canto tradizionale riportato qui sotto.

#### Il Cantamaggio della Vallesanta
Ben trovata signoria la veniamo a salutare, la veniamo a salutare
Cantamaggio in compagnia che fa il mondo rallegrare, che fa il mondo rallegrare
Cantamaggio in compagnia che ll'è il mese di Maria, che ll'è il mese di Maria
A cantar si viene apposta per Maria madre nostra, per Maria madre nostra
Siamo giunti a questa casa dove l'è sì bella dama, dove l'è sì bella dama
Fra di noi c'è un che vi ama che di più vi ha dato il cuore, che di più vi ha dato il cuore
Chi di più di più il cuore v'ha dato l'è (nome) innamorato, l'è (nome) innamorato
Se di più vi ha dato il cuore l'è la (nome) il suo amore, l'è la (nome) il suo amore
Ecco maggio giù pel piano l'è fiorito l'orzo e il grano, l'è fiorito l'orzo e il grano
Se dell'ova voi ci date pregherem per le galline, pregherem per le galline
Pregherem che n sian mangiate dalle volpi e le faine, dalle volpi e le faine
D'altra parte s'ha d'andare non ci fate più aspettare, non ci fate più aspettare (A questo punto se la casa non si apriva, il gruppo proseguiva nel canto)
Se non ci date niente, niente ve pigliasse un accidente, ve pigliasse un accidente (E se ne andavano. Se invece veniva dato qualcosa, il coro rispondeva)
Ringraziamo signoria si saluta e si va via, si saluta e si va via Si saluta bona gente che abbiam da camminare, che abbiam da caminare...

#### Festa del Tortello alla Lastra di Corezzo
La festa si svolge ogni anno nei tre giorni che precedono Ferragosto. La prima edizione risale al 1995, ad oggi la festa è composta da diverse attività tra cui la sagra del Tortello alla Lastra, la discoteca, il mercatale con bar in Piazza Europa e uno spettacolo piromusicale nell'ultima sera di festa.

#### Sagra del Pane di Rimbocchi
La sagra viene svolta ogni anno dal 2002 nelle prime giornate di agosto in cui vengono offerti diversi prodotti a base di Pane di Rimbocchi come la pappa al pomodoro, la panzanella, l'acquacotta e la ribollita.

### Leggende
- La leggenda più diffusa è quella del "Badalischio" una figura mitologica simile al basilisco, che viene descritto come un grosso serpente con piccole zampe e dei piccoli baffi, a volte è narrata anche la presenza di un diadema sulla testa.
- Una leggenda diffusa è anche quella riguardante il "Coroglio del Diavolo"[11], narra che la persona che passi per quel luogo abbi l'impressione di trovarsi molto vicino al Monte della Verna, per questo il Diavolo avrebbe tentato San Francesco offrendogli di costruire un ponte per arrivare a la Verna senza attraversare la Vallesanta, ma l'impresa fallì in quanto arrivò l'alba, secondo altre versioni ciò accadde perchè la "Madonna dei Sette Dolori" di Frassineta intervenne facendo durare la notte soltanto poche ore costringendo il Diavolo ad andarsene.

## Gastronomia

### Prodotti della gastronomia locale
| Prodotti gastronomici della Vallesanta |        |
| -------------------------------------- | ------ |
| Tortello alla Lastra di Corezzo        | [ 12 ] |
| Pane di Rimbocchi                      | [ 13 ] |
| Birra di Fatucchio                     | [ 14 ] |
| Formaggio di Canvecchio                | [ 15 ] |